# 智現院
智現院（ちげんいん、生年不詳 - 寛延3年10月14日（1750年11月12日））は、陸奥会津藩藩主・松平正容の側室。松平正邦の生母。父は浪人・榎本遺倫。名はもん。

## 生涯
会津藩の江戸藩邸に御次並女中となり、藩主・正容の側室となった。元禄9年、長男・正邦を産む。正邦が嫡子をなるため生母として慢心が生まれ、正容の寵愛が同時期に側室お祐の方に傾くのを不満に思い、ある夜、正容の目前で懐剣を取り出し、自害すると言って騒ぎ立てた。このことが正容の生母・栄寿院の耳に入り、そのままにしておくとのちのち何を引き起こすか分からないと心配した栄寿院によって、元禄10年（1697年）懐妊中であったにもかかわらず、江戸藩邸から会津に移され、賄所の一室に監禁された。外部との連絡も絶たれ、老女森田のほかは話し相手もなく、1か月ほどの後、次男・春之助を出産した。春之助は栄寿院の手もとに引き取られ、栄寿院の実家・沖家の養子として会津で育てられたが、2歳で没した。
おもんの幽閉中も所生の正邦は江戸藩邸にあって嫡子として遇され、先代藩正経の正室・仙溪院に養育された。しかし宝永5年（1708年）5月、正邦は疱瘡を患い13歳で早世した。かつての同輩お祐の方は2年前の宝永3年（1706年）に継室に上げられていたが、さらに所生の正甫が嫡子となったため、奥向きで絶大な権勢を持った。
おもんの実家・榎本家は会津藩に召し抱えられていたが、おもんが幽閉されていることに対して一族は心を痛めた。幽閉5年目のとき、父と兄弟らは、藩の一族に対する圧迫に対して、脱藩し幕府に訴えようとしたが揉み消され、江戸深川の長屋を与えられて奉公するようになった。その後父親は世を去り、一族の望みであった嫡子・正邦も早世して、おもんの幽閉が解かれる機会も望めなくなった。幽閉16年目に、いとこで江戸城大奥に勤めていたおりんから、会津藩江戸詰家老・簗瀬三左衛門宛てに、おもんの幽閉を解くように嘆願書が出された。加えて、お祐の方の産んだ正甫が病気がちであり、世の人々におもんの執念だと噂されていたため、長く咎め置いては怨念も増すばかりであり、良くないことだと考えられ、幽閉17年目おもんは条件付きで罪を許されることとなった。条件とは、月俸四人扶持を与えた上、一向宗の僧侶か、相応の士分の妻に縁づけることであった。
正徳3年（1713年）閏5月13日、藩の使者がおもんの幽閉先を訪れ、放免と四人扶持と相応の縁づけを告げた。おもんは、顔色を変え、髪を逆立て、「わが身はいささかの誤りもないものを、御用人杉本源五右衛門や牧原只右衛門たちの讒言により罪人となった。この怨みは、わが生涯の中で思い知らせないではおかない」と声高に罵った。藩の使者が脇差に手をかけ、藩公の哀憐に礼も言わず、身の憤りを述べるとは何事と叱責すると、おもんは我を取戻し、うって変わって神妙に礼を述べた。おもんの兄・榎本永矩が、江戸からおもんの身柄の引き受けに会津に下ってきたが、藩の意向は相応の家に妻として下げ渡すことにあったため、おもんは放免から2か月後、御使番神尾八之丞房矩に嫁がされた。嫁ぎ先の神尾家は知行400石、藩祖・保科正之の生母ゆかりの家柄であった。おもんは婚家になじまなかったばかりでなく、庭の奥の竹藪の一隅に石で小さな祠を建て、密かに参詣し祈願することを日課とした。夫となった神尾八之丞は、早くも1年後には、おもんの返上願いを提出した。藩では離縁を慰留しようとしたが、神尾家では、おもんの短慮、強情さは尋常なものでなく屋敷内の一室に押し込めるしかないとまでし、許可を求めた。藩は一旦、夫八之丞の心任せにせよと突き放したが、かつておもんの実家榎本家が幽閉を解くため幕府に訴えようとしたこともあったので、また騒ぎを起こされては面倒と、押し込めの許可を取り消してしまった。すると神尾八之丞は、おもんの兄・榎本永矩のもとへおもんを返したいと願い出た。放免の際に兄に引き渡すことを許可しなかったのに、今さら許可することも出来ず、藩は神尾家に対しおもんを一室に押し込める許可を出し、おもんは再び幽閉の身となった。
享保元年（1716年）、江戸詰であったおもんの弟・榎本時伊が会津勤めとなり会津に下った。時伊は神尾家と熟談し、やっとおもんは時伊のもとに引き取られることとなった。四人扶持の月俸を受けたまま、30数年の余生を過ごし、寛延3年（1750年）死去した。墓所は会津の願成就寺。70歳を超える年齢であったと推察される。
おもんが讒言されたとして怨みに思っていた御用人・杉本源五右衛門則直と牧原只右衛門直源は、二人とも嫡子が23歳で早世し、孫が家を継いだが、孫は同じように病気になって没し、両家は断絶となった。また、神尾家の屋敷は、のちに牧原家の本家・牧原図書が移り住んだが、どうしてか悪いことばかり続くので、陰陽師に占ってもらったところ、屋敷内に牧原家を祟るものがあるといわれた。そこで屋敷内を探したところ、竹藪の中の石の祠の中に、美しい振袖の片袖に針を数本刺してあるものが見付かった。これを陰陽師に鎮めてもらったところ、変事は治まったという。